# Jonas Jensen
Jonas Jensen (født 25. oktober 1985) er en dansk fodboldmålmand, der senest spillede i Esbjerg fB.

## Klubkarriere
Jonas har tidligere spillet ungdomsfodbold for Outrup Boldklub og Silkeborg IF. Som senior har han udover Esbjerg fB også spillet for FC Fyn og Skive IK hvor han har spillet 200 kampe i den danske 1. division.
Han forlod Esbjerg fB i slutningen af 2018 ved kontraktudløb, da parterne ikke kunne blive om en forlængelse af kontrakten.